# Combles de la chapelle de l'Oratoire de Passais
Combles de la chapelle de l'Oratoire de Passais este o arie protejată (sit de importanță comunitară — SCI) din Franța întinsă pe o suprafață de 0,04 ha, integral pe uscat.

## Localizare
Centrul sitului Combles de la chapelle de l'Oratoire de Passais este situat la coordonatele 48°31′08″N 0°45′58″W / 48.51889°N 0.76611°V.

## Înființare
Situl Combles de la chapelle de l'Oratoire de Passais a fost declarat arie specială de conservare în baza directivei 92/43 din 1992 referitoare la conservarea habitatelor naturale și a faunei și florei sălbatice pentru a proteja 1 specie de animale.

## Biodiversitate
Situată în ecoregiunea atlantică, aria protejată nu include niciun habitat protejat.
La baza desemnării sitului se află o specie protejată de  mamifere: liliac comun (Myotis myotis).